# Felsen-Tulpe
Die Felsen-Tulpe (Tulipa saxatilis), manchmal auch Kretische Tulpe oder Kandia-Tulpe genannt, ist eine Pflanzenart aus der Gattung der Tulpen (Tulipa) in der Familie der Liliengewächse (Liliaceae).

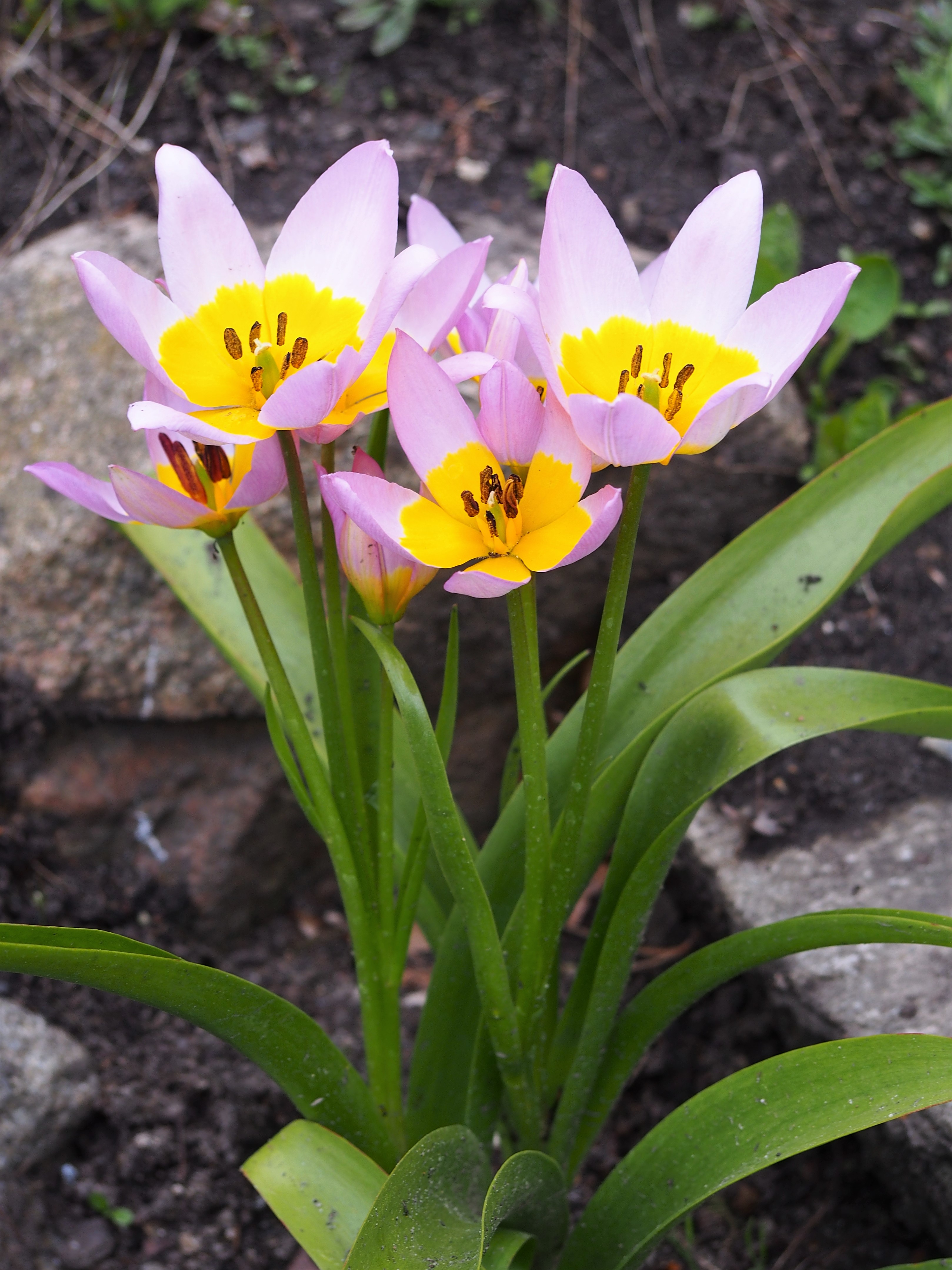
Felsen-Tulpe (Tulipa saxatilis)

## Merkmale
Die Felsen-Tulpe ist eine ausdauernde krautige Pflanze. Die Stängel erreichen Wuchshöhen von bis zu 25 Zentimetern. Dieser Geophyt bildet Zwiebeln als Überdauerungsorgane aus. Die eiförmigen Zwiebeln besitzen eine derbe Hülle, sind 2 bis 3,5 Zentimeter lang und 1,5 bis 3 Zentimeter dick. Die zwei bis drei Laubblätter sind bis zu 38 Zentimeter lang und 4,5 Zentimeter breit, flach, schmal lanzettlich und oberseits deutlich glänzend. 
Die Blüten stehen meistens einzeln, seltener auch zu zweit am Stängel. Die Blütenhüllblätter sind hellrosa gefärbt, haben am Grund einen scharf abgegrenzten gelben Fleck und sind spitz. Die drei äußeren Blütenhüllblätter sind 38 bis 53 Millimeter lang und 9 bis 18 Millimeter breit, die drei inneren sind gleich lang, aber breiter. Die Staubfäden sind am Grund behaart. Die Staubbeutel sind braun bis schwärzlich und haben eine Länge von 4,5 bis 7 Millimetern. Die Kapsel hat im oberen Teil grobe Queradern.
Die Blütezeit reicht von März bis Mai. Es gibt diploide und triploide Pflanzen mit 2n = 24 und 36 Chromosomen.

## Vorkommen
Die Felsen-Tulpe ist eine Pflanze des Südägäischen Inselbogens. Sie kommt zerstreut in den Kalkgebieten Kretas (einschließlich der Inseln Gavdos und Dia) vor, außerdem auf Karpathos (am Berg Kali Limni) und vereinzelt auf Rhodos und der südwesttürkischen Datça-Halbinsel. Die Art ist in Großbritannien auf den Scilly-Inseln eingebürgert. Sie besiedelt Feldraine, Schutthänge und Felswände in Höhenlagen bis 900 Meter. 

## Taxonomie
Die Felsen-Tulpe wurde 1825 von Kurt Sprengel in Systema vegetabilium [Caroli Linnaei ... ] Auflage 16, Band 2 Seite 63 als Tulipa saxatilis Sieber ex Spreng. erstbeschrieben. Sprengel übernahm den Namen von Franz Wilhelm Sieber. Synonyme von Tulipa saxatilis Sieber ex Spreng. sind Tulipa bakeri A.D.Hall, Tulipa saxatilis subsp. bakeri (A.D.Hall) Zonn. und Tulipa saxatilis var. bakeri (A.D.Hall) D.Dubovik.

## Nutzung
Die oft kultivierte, vielfach der nahe verwandten Tulipa bakeri zugeordnete Sorte 'Lilac Wonder' wurde aus der Felsen-Tulpe selektiert. 

## Fußnote
1. ↑  nicht zu verwechseln mit Tulipa cretica

## Belege